# Vittorio Giampaoli
Vittorio Giampaoli (Urbignacco di Buja, 1918 – Roma, 1947) è stato un incisore e medaglista italiano.

## Biografia
Nato a Urbignacco di Buja, in provincia di Udine, fu allievo del fratello incisore Pietro Giampaoli che lo chiamò a Roma e lo accolse con il fratello Celestino Giuseppe Giampaoli nella bottega di Torre dei Capocci.
Si distinse come innovatore e per essere stato il primo a utilizzare tecniche moderne di incisione per mezzo di flessibili e frese a uso dentistico.

## Fonti
- Vittorio Giampaoli su Numismatica Italiana